# اینسمینگ
اینسمینگ (به فرانسوی: Insming) یک کمون در فرانسه است که در Canton of Albestroff واقع شده‌است.

## خصوصیات
اینسمینگ ۷٫۲۱ کیلومترمربع مساحت و ۶۰۷ نفر جمعیت دارد و ۲۳۵ متر بالاتر از سطح دریا واقع شده‌است.